# West Coast (Lied)
West Coast (englisch für „Westküste“) ist ein Lied der US-amerikanischen Popsängerin Lana Del Rey. Das Stück ist die erste Singleauskopplung aus ihrem dritten Studioalbum Ultraviolence.

## Entstehung und Artwork
Geschrieben wurde das Lied von Lana Del Rey und Rick Nowels. Produziert wurde die Single von Dan Auerbach. Gemastert wurde die Single von Metropolis Mastering in London, unter der Leitung des Briten John Davis. Arrangiert wurde das Lied von Collin Dupuis. Als Instrumentalisten wurden Dan Auerbach an der E-Gitarre, Gitarre, Shaker und dem Synthesizer, Nick Movshon am E-Bass und Schlagzeug und Maximilian Weissenfeldt am Schlagzeug engagiert. Das Lied wurde unter den Musiklabels Interscope Records und Polydor veröffentlicht. Auf dem Cover der Maxi-Singles ist – neben der Aufschrift des Künstlers und des Liedtitels – Del Rey vor dem Hintergrund eines Sonnenunterganges am Strand zu sehen. Das Coverbild wurde von dem US-amerikanischen Fotografen Neil Krug geschossen.

## Veröffentlichung und Promotion
Die Erstveröffentlichung von West Coast fand am 14. April 2014 als digitale Promo-Single statt. Bereits zwei Wochen vor der Veröffentlichung kündigte Del Rey an, dass West Coast die erste Singleveröffentlichung aus ihrem neuen Album sein würde. Eine Woche später, am 10. April 2014, präsentierte sie erstmals das Coverbild zur Single. Die Erstveröffentlichung der digitalen Maxi-Single folgte am 22. April 2014 in den Vereinigten Staaten. Die Veröffentlichung in Deutschland, Österreich und der Schweiz folgte am 30. Mai 2014. Die Single wurde als einzelner Download-Track veröffentlicht. Im Vereinigten Königreich ist sie auch als physischer Tonträger erhältlich und enthält neben der Radioversion zusätzlich die Albumversion und eine Instrumentalversion. Zudem wurden regional viele verschiedene Remix-Platten und EPs zu Promotionszwecken veröffentlicht.

## Inhalt
Mit Ausnahme der spanischen Zeilen „e cubano como yo“ (und kubanisch wie ich) und „Te deseo cariño“ (Ich will dich, Schatz) ist der restliche Liedtext zu West Coast in der englischen Sprache verfasst. Die Musik und der Text wurden gemeinsam von Lana Del Rey und Rick Nowels verfasst. Musikalisch bewegt sich der Song im Bereich der Popmusik. Die Musik wechselt in den Strophen häufig zwischen Mid-Tempo Pop und Softrock, der Refrain besteht aus langsamer Surfmusik. Lindsey Weber von der Webpräsenz vulture.com vergleicht West Coast mit einem Mix aus Stevie Nicks Edge of Seventeen und dem Ausschnitt eines Quentin Tarantino Soundtracks.

## Musikvideo
Das schwarz-weiße Musikvideo zu West Coast wurde am 4. April 2014 in Los Angeles gedreht und feierte am 9. Mai 2014, auf YouTube, seine Premiere. Bereits am 1. Mai 2014 präsentierte Del Rey auf ihrem Instagram-Profil einen ersten Ausschnitt des Videos. Im Video wird Del Rey wie schon zuvor bei Blue Jeans und Born to Die von Model und Schauspieler Bradley Soileau unterstützt. Zu Beginn des Videos laufen Del Rey und Soileau zusammen mit Freunden eine Strandküste entlang, bevor die beiden sich in die Fluten LAs stürzen. Danach ist Del Rey zusammen mit dem Tätowierer Mark Mahoney während einer Autofahrt zu sehen, bei der sie sich körperlich näher kommen. Es folgen nochmals Ausschnitte der Strand und der Autoszene. Am Ende ist Del Rey in einem roten Kleid und mit einer Lederjacke begleitet in Flammen stehend zu sehen. Während des gesamten Videos sind immer wieder selbstgedrehte Ausschnitte vom Stand zu sehen. Die Gesamtlänge des Videos beträgt 3:48 Minuten. Regie führte Vincent Haycock.

## Mitwirkende
| Liedproduktion - Dan Auerbach: E-Gitarre, Gitarre, Musikproduzent, Shaker, Synthesizer - John Davis: Mastering - Lana Del Rey: Gesang, Hintergrundgesang, Komponist, Liedtexter - Collin Dupuis: Arrangement - Nick Movshon: E-Bass, Schlagzeug - Rick Nowels: Komponist, Liedtexter - Maximilian Weissenfeldt: Schlagzeug Artwork - Vincent Haycock: Regisseur (Musikvideo) - Neil Krug: Fotograf (Cover) - Mark Mahoney: Schauspieler (Musikvideo) - Bradley Soileau: Schauspieler (Musikvideo) | Unternehmen - Interscope Records: Musiklabel - Metropolis Mastering: Mastering - Polydor: Musiklabel - Universal Music Publishing: Vertrieb |

## Rezensionen
Del Rey spielte West Coast erstmals am 13. April 2014 auf dem Coachella Valley Music and Arts Festival live. Marc Hogan von der US-amerikanischen Zeitschrift Spin nannte den Song „atmosphärisch“. CultNoise nannte das Lied einen „Vintage-Klassiker …, herzensbrechend wunderschön und ausgezeichnet komponiert“ und vergab 9/10 Punkte. MUUMUSE beschrieb das Lied als „revolutionär“ und völlig anders als das, was im Moment in der Popmusik zu hören ist. Sie vergaben 5/5 Punkte.

## Kommerzieller Erfolg

### Chartplatzierungen
West Coast erreichte in Deutschland Position 22 der Singlecharts und konnte sich insgesamt 14 Wochen in den Charts halten. In Österreich erreichte die Single in vier Chartwochen Position 39. In der Schweiz erreichte die Single Position 13 und konnte sich insgesamt 13 Wochen in den Charts halten. Im Vereinigten Königreich erreichte die Single Position 21 und konnte sich sechs Wochen in den Charts halten. In den USA erreichte die Single in zwei Chartwochen Position 17. Des Weiteren erreichte die Single die Spitzenposition in Russland.
Für Del Rey als Interpretin ist es der achte Charterfolg in Deutschland und Österreich, der neunte in der Schweiz und dem Vereinigten Königreich sowie der vierte in den Vereinigten Staaten. Als Autorin ist es für sie der achte Charterfolg in Deutschland, der Schweiz und dem Vereinigten Königreich, sowie der siebte in Österreich und der vierte in den Vereinigten Staaten. Zum vierten Mal konnte sich eine Single Del Reys gleichzeitig in allen fünf Staaten platzieren. Die Single verkaufte sich über 120.000 Mal.
| ChartsChartplatzierungen       | Höchstplatzierung | Wochen |
| ------------------------------ | ----------------- | ------ |
| Deutschland (GfK)              | 22 (14 Wo.)       | 14     |
| Österreich (Ö3)                | 39 (4 Wo.)        | 4      |
| Schweiz (IFPI)                 | 13 (13 Wo.)       | 13     |
| Vereinigte Staaten (Billboard) | 17 (2 Wo.)        | 2      |
| Vereinigtes Königreich (OCC)   | 21 (6 Wo.)        | 6      |

### Auszeichnungen für Musikverkäufe
Am 31. Mai 2019 wurde West Coast im Vereinigten Königreich mit einer Silbernen Schallplatte für mehr als 200.000 verkaufte Einheiten ausgezeichnet. Am 30. November 2023 folgte Doppelplatin in den Vereinigten Staaten. Quellen und Schallplattenauszeichnungen zufolge verkaufte sich die Single über 3,3 Millionen Mal und erhielt vier Goldene sowie neun Platin-Schallplatten.

| Land/Region                  | Auszeichnungen für Musikverkäufe (Land/Region, Auszeichnung, Verkäufe) | Verkäufe  |
| ---------------------------- | ---------------------------------------------------------------------- | --------- |
| Australien (ARIA)            | 2× Platin                                                              | 140.000   |
| Brasilien (PMB)              | 2× Platin                                                              | 120.000   |
| Dänemark (IFPI)              | Gold                                                                   | 45.000    |
| Deutschland (BVMI)           | Gold                                                                   | 300.000   |
| Griechenland (IFPI)          | 2× Platin                                                              | 40.000    |
| Italien (FIMI)               | Gold                                                                   | 50.000    |
| Spanien (Promusicae)         | Gold                                                                   | 30.000    |
| Vereinigte Staaten (RIAA)    | 2× Platin                                                              | 2.000.000 |
| Vereinigtes Königreich (BPI) | Platin                                                                 | 600.000   |
| Insgesamt                    | 4× Gold · 9× Platin ·                                                  | 3.325.000 |

Hauptartikel: Lana Del Rey/Auszeichnungen für Musikverkäufe